# Screener
Screener es un término que se utiliza normalmente para referirse a todo tipo de películas, grabadas en diferentes formatos, que aún no han sido estrenadas en DVD.
El formato de las películas va desde grabaciones en DVD que son enviadas por las productoras a los críticos, hasta grabaciones hechas por aficionados en las salas de cine. Aunque también existe la variedad de películas a las que el audio ha sido agregado desde las salas de cine, por ejemplo, a las de formato en VHS.
El auge de internet hace que estas copias de las películas estén antes de su estreno en DVD repartidas por las redes P2P o en páginas de descarga directa.

## Definición
El término DVD Screener en sí mismo designa a la copia o grabación de una película que se envía a críticos de cine, medios de comunicación, canales de televisión y otros miembros de la industria cinematográfica con antelación a su estreno. Normalmente esta copia viene con marcas de agua, calidad reducida o cortes de audio para evitar su comercialización o reproducción. Debido a la distribución vía P2P y al Warez estas copias están teniendo ciertas limitaciones en su distribución por las pérdidas de ingresos que suponen para la industria. Se está empezando a marcar numéricamente cada Screener para localizar los focos de distribución y tomar las medidas oportunas.[cita requerida]

## En España
En la actualidad el término Screener se usa en España para denominar también a las grabaciones que se hacen en las salas de proyección con cámaras de vídeo y se distribuyen por  Internet; aunque dependiendo de la calidad de la grabación (tanto del audio como del vídeo) los nombres para dichas grabaciones cambian.

### Screener
Películas grabadas desde el interior de las salas de cine con una cámara de baja o mala calidad que da como resultado final una imagen pobre y audio igualmente deficiente. 
Algunas películas grabadas en esta calidad pueden ser vistas pero tanto el audio como el video o uno de los dos impide apreciar toda calidad de una película.

### [TS] Screener
Películas grabadas desde el interior de las salas de cine, pero no desde la pantalla, sino desde el proyector de forma digital. Baja calidad.

### VHS-Screener
Se conoce con las siglas VHS-Screener al sistema por el cual a una película en VHS se le añade el audio grabado desde la sala de cine.

### R5
Se conoce con R5 al video obtenido desde un DVD retail de baja calidad ruso, cuando no trae audio en inglés - lo habitual - se le añade mediante TeleSync - ver arriba - y se le añade la palabra LiNE.
La imagen del DVD final tiene un 50% menos de calidad que un DVD normal, y se nombra con las siglas R5. El sonido puede ser R5 - grabado directamente del DVD - o TeleSync - en este caso es nombrado como R5 LiNE.

### LineoLine Dubbed
El audio es grabado directamente de la proyección o DVD,[cita requerida] lo que da un resultado final de audio muy mejorado.

### [BR] Screener
Se basa en la copia de Blu-ray original editado en país de origen, normalmente es el primero que lo edita en este formato y se le superpone el audio de la zona recogido en mp3 directamente de la sala de cine.

### [DVD] Screener
Se basa en la copia de DVD original editado en país de origen, normalmente es el primero que lo edita en este formato y se le superpone el audio de la zona recogido en mp3 directamente de la sala de cine

## Legalidad
Estas copias están totalmente permitidas en algunos países, en otros parcialmente y son totalmente ilegales en algunos países ya que se hacen sin el consentimiento del estudio y además se infringe la ley del Copyright. En enero de 2004 se condenó a un miembro de la Academia, Carmine Caridi, conocido por su papel en El padrino, a pagar una multa de 600 mil$ por haber enviado cerca de 300 screeners a un contacto en Illinois además de ser expulsado de la Academia. Su contacto, Sprague que copió el contenido de los screeners para compartirlos en las redes P2P fue condenado a tres años de cárcel.
En España es legal el intercambio entre particulares siempre que no haya ánimo de lucro y la película haya sido estrenada.